# كاثلين هارتر
كاثلين هارتر (بالإنجليزية: Kathleen Harter)‏ هي لاعب كرة مضرب أمريكية، ولدت في 27 أكتوبر 1946 في لوس أنجلوس في الولايات المتحدة.

## وصلات خارجية
- كاثلين هارتر على موقع رابطة محترفات التنس (الإنجليزية)
- كاثلين هارتر على موقع الاتحاد الدولي لكرة المضرب (الإنجليزية)
- كاثلين هارتر على موقع كأس بيلي جين كينغ (الإنجليزية)
- كاثلين هارتر على موقع خلاصة التنس.كوم (الإنجليزية)